# Claus Luthe

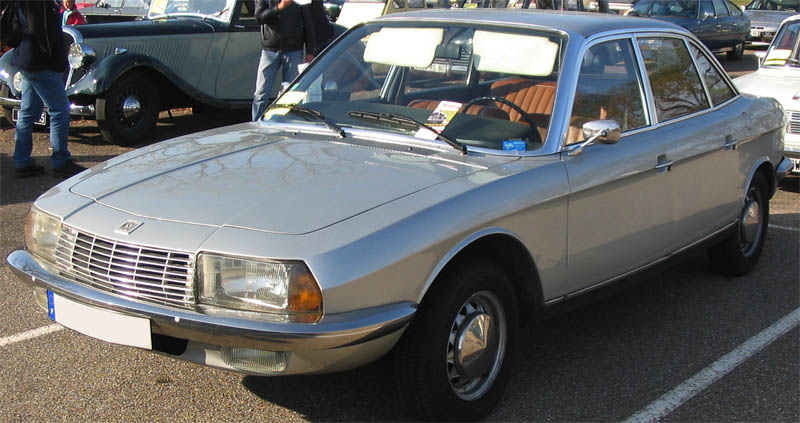
De NSU Ro 80, een ontwerp van Claus Luthe.

Claus Luthe (Wuppertal, 8 december 1932 - München, 17 maart 2008) was een Duits auto-ontwerper. Hij is het meest bekend als ontwerper van de NSU Ro 80. Daarnaast ontwierp hij auto's voor Fiat en BMW.
In het begin van zijn loopbaan werkte Luthe bij Fiat, waar hij onder meer meewerkte aan het front van de Fiat 500. Vervolgens ging hij naar NSU, alwaar hij in 1967 verantwoordelijk was voor het ontwerp van de Ro80 -- een van de zeldzame auto's met een wankelmotor. Ook de tweede generatie NSU Prinz is van zijn hand. In 1971 verhuisde hij naar Audi, waar hij meewerkte aan de Volkswagen K70, Audi 50 (later zoals de eerste generatie van Volkswagen Polo geproduceerd), de tweede generatie Audi 100 en de Audi 80. Van April 1976 tot lente van 1990 was hij ontwerpchef bij BMW. Belangrijke BMW modellen waren onder Luthe ontworpen: E30 3 series, E31 8 series, E32 7 series en E34 5 series (ontworpen door Ercole Spada). 
Luthe vertrok bij BMW nadat hij was veroordeeld voor doodslag op zijn 33-jarige drugsverslaafde zoon. Hij kreeg een gevangenisstraf van twee jaar en negen maanden opgelegd maar hoefde niet de gevangenis in. Nadien zou hij nog als extern consulent voor BMW werkzaam blijven.
- Library of Congress Control Number: no2008183154
- Virtual International Authority File: 44129065
- WorldCat: E39PBJrKRmJHWfQ4DxWcrWc773